# Certificat d'aptitude au professorat de l'enseignement du second degré
Pour les articles homonymes, voir CAPES.
Ne doit pas être confondu avec Certificat d'aptitude au professorat de l'enseignement technique.
Le certificat d'aptitude au professorat de l'enseignement du second degré (dont l'acronyme courant, CAPES, se prononce [ka.pɛs] ) est un concours national organisé par le ministère français chargé de l'Éducation nationale.
Après avoir réussi le concours (externe, interne ou troisième concours), effectué un stage et avoir été titularisés par le recteur de l'académie dans le ressort de laquelle le stage a été accompli, les candidats deviennent professeurs certifiés.
L'accès au statut de professeur titulaire dans le second degré peut se faire par différentes voies, dont le CAPES, mais également par l'agrégation, le CAPET, le CAPLP, le CAPEPS, l'inscription sur liste d'aptitude et le détachement.
Le CAPES permet d'enseigner dans les collèges et les lycées d'enseignement général et technologique (y compris en BTS), ainsi que, dans certains cas, en université (les PRCE). Il peut être également demandé aux professeurs certifiés d'effectuer une partie de leur service en lycée professionnel.
Le certificat d'aptitude aux fonctions d'enseignant du second degré dans les établissements d'enseignement privé sous contrat (CAFEP) est l’équivalent du CAPES pour enseigner dans les établissements privés sous contrat.

## Historique
Le CAPES a été créé en 1950 pour le recrutement des professeurs des collèges et lycées généraux et techniques publics. Il succède au certificat d'aptitude à l'enseignement dans les collèges (CAEC) créé en 1941 (les « collèges » conduisaient alors jusqu'au baccalauréat, en parallèle des lycées d'État).
Il concerne alors les disciplines suivantes :
- arts plastiques ;
- éducation musicale et chant choral ;
- éducation physique et sportive ;
- histoire-géographie ;
- langues vivantes (allemand, anglais, arabe, chinois, espagnol, hébreu, italien, néerlandais, portugais, russe) ;
- lettres classiques ;
- lettres modernes ;
- mathématiques ;
- philosophie ;
- physique-chimie ;
- sciences naturelles ;
- sciences économiques et sociales.

Le CAPES de travaux manuels éducatifs est créé en 1965. Il est réformé en CAPES d'éducation manuelle et technique par la loi Haby de 1975, puis en CAPET de technologie.
Le CAPES de documentation a été créé en 1989 par Lionel Jospin, alors ministre de l’Éducation nationale, pour le recrutement des professeurs documentalistes.
Le CAPES de coordination pédagogique et ingénierie de la formation a été créé en 2000 par Michel Sapin, ministre de la Fonction publique et de la Réforme de l'État (2000-2002) dans le gouvernement Lionel Jospin.
Le CAPES de numérique et sciences informatiques a été créé en 2019.

### 1991-2009
De 1991 à 2009, l’obtention du certificat s'est faite en deux ans après la licence :
- à l'issue d'une première année d'IUFM, la réussite au concours externe (ouvert aux titulaires d'un diplôme de niveau bac+3).
- une seconde année d'IUFM, associant formation en IUFM (environ deux jours par semaine) et « stage de responsabilité » face à des classes (de 4 h à 6 h de cours par semaine jusqu'en juin 2006, puis de 6 h à 8 h de cours par semaine à partir de la rentrée 2006).

Un jury académique (présidé par le recteur) délivrait l'examen de qualification professionnelle, qui validait pleinement le certificat d'aptitude (CAPES) et permettait la titularisation dans le corps des professeurs certifiés.

### 2010-2022
La réforme du CAPES de 2010, dite « masterisation », a élevé le niveau d'études requis de la licence au master pour se présenter au concours. Elle a également modifié le calendrier des épreuves, introduit la validation simultanée du CAPES et d'un master, et redéfini l'année de stage post-concours,
En 2013, le CAPES de lettres classiques a été fusionné avec le CAPES de lettres modernes pour créer un unique CAPES de lettres. Par un arrêté publié au Journal officiel le 10 mai 2018, les CAPES de lettres classiques et de lettres modernes ont été rétablis en tant que concours distincts. Ce retour à deux concours distincts a marqué une volonté de mieux valoriser les spécificités des lettres classiques tout en répondant aux besoins des enseignants dans ces deux champs disciplinaires.
En 2014, le ministère de l'Éducation nationale a annoncé l'introduction d'une option informatique au CAPES externe de mathématiques, mise en place à partir de la session 2017. Cette option a été supprimée en 2019 lors de la création du CAPES section numérique et sciences informatiques.
En 2016, lors de son déplacement au Japon pour le G7 Éducation, Najat Vallaud-Belkacem, alors ministre de l'Éducation nationale, de l'Enseignement supérieur et de la Recherche, a annoncé la création d'une section japonais au CAPES externe.
En 2021, sont créés des CAPES externes et internes à affectation locale à Mayotte et en Guyane. Les candidats reçus à ces concours sont affectés dans ces territoires.

### 2022-2025
Après quelques années où la condition de diplôme a été abaissée au niveau de la première année de master, il est désormais obligatoire d'être inscrit en deuxième année de master ou de posséder un diplôme équivalent pour se présenter au concours externe.
Sur le plan du concours, tous les candidats aux concours externe et troisième concours passent dorénavant à l'oral une épreuve d'entretien, visant à évaluer leur motivation et leur expérience professionnelle. Le jury pour cette épreuve peut être composé d'enseignants, de personnels des corps d'inspection, de personnels d'encadrement (chefs d'établissement, inspecteurs) ou de professionnels de l'éducation non enseignants (CPE).
Deux situations sont à distinguer pour l'année de stage qui suit la réussite au concours : 
- les titulaires d'un master MEEF (métiers de l'enseignement, de l'éducation et de la formation) sont affectés à plein temps dans un établissement. Leur formation professionnelle se fait au cours des années de master 1 et 2 par un total de 18 semaines de stage d'observation et de pratique accompagnée, ou par la prise en charge d'une classe en responsabilité l'année de M2 en tant que « contractuel à tiers temps ».
- les titulaires d'autres masters sont affectés à temps partiel et suivent une formation organisée dans les INSPE (instituts supérieurs du professorat et de l'éducation)[12]. Ils sont rémunérés à temps plein.

Cette nouvelle organisation de la formation initiale des enseignants a été controversée.
Cette forme est remplacée à partir de la session 2026, elle subsiste jusqu'en 2027 pour assurer une transition.

### À partir de 2026
Le concours du CAPES et la formation des enseignants subissent une modification en repositionnant le concours en troisième année de licence à partir de la session 2026 suite à un décret publié le 7 avril 2025. Pour le concours externe, les deux écrits et deux oraux sont gardés mais repensés en limitant l'aspect enseignement. Durant la licence disciplinaire, il sera possible pour les étudiants de suivre des modules en deuxième et troisième années préparant aux concours. La formation en master est maintenu, elle se situe après la réussite du concours. Un changement est apporté sur la rémunération : environ 1 400 euros nets par mois en M1 avec le statut d'élève fonctionnaire, 1 800 euros nets par mois en M2 avec le statut de fonctionnaire stagiaire. Les personnes ayant réussi le concours et le master auront une obligation de service de quatre ans à honorer.

## Concours
Il existe trois types de concours : un concours externe, un concours interne et un troisième concours.

### Condition pour passer le concours
Pour se présenter au concours externe, il est nécessaire de justifier d'un master ou d’un titre ou diplôme équivalent ou d’une inscription en deuxième année de master . À partir de l'année 2025/2026, il sera nécessaire de justifier d'une licence ou d'un titre équivalent ou bien une inscription en troisième année de licence.
Le concours interne concerne les fonctionnaires, certains agents non titulaires (enseignants non titulaires, assistants d’éducation, etc.) et les militaires justifiant d'un diplôme de Licence et de trois années de services publics.
Le troisième concours s'adresse aux candidats ayant exercé une activité professionnelle pendant 5 années dans le cadre de contrats de droit privé.
Il est également nécessaire de remplir les conditions requises pour accéder à la fonction publique française (par exemple : nationalité)

### Sections et options
Les concours peuvent être organisés dans plusieurs sections (les liens renvoient vers les articles détaillés) :
- arts plastiques ;
- documentation ;
- éducation musicale et chant choral ;
- histoire-géographie ;
- langue corse ;
- langues régionales : basque, breton, catalan, créole, occitan-langue d'oc ;
- langues vivantes étrangères : allemand, anglais, arabe, chinois, espagnol, hébreu, italien, japonais, néerlandais, portugais, russe ;
- langue des signes française ;
- langues kanak : ajië, drehu, nengone, paicî ;
- lettres : lettres classiques, lettres modernes ;
- mathématiques ;
- numérique et sciences informatiques ;
- philosophie ;
- physique-chimie ;
- sciences économiques et sociales ;
- sciences de la vie et de la Terre ;
- tahitien.

Toutes les sections et options ne sont pas ouvertes chaque année. Une liste annuelle indique les sections disponibles pour la session en cours.

### Épreuves
Le concours se déroule en deux phases :
- les épreuves écrites, qui permettent de sélectionner les candidats « admissibles », c’est-à-dire ceux autorisés à passer les épreuves orales.
- les épreuves orales, qui déterminent les candidats définitivement admis.

Chaque année, le ministre de l'Éducation nationale, après avis conforme du ministre de la Fonction publique, détermine le nombre de postes ouverts aux concours pour chaque section. Ce nombre varie selon les disciplines et peut fluctuer d'une année à l'autre en fonction des besoins identifiés.
Pour l'année 2025 :
| Sections / options                       | Postes |
| ---------------------------------------- | ------ |
| Arts plastiques                          | 100    |
| Documentation                            | 127    |
| Éducation musicale et chant choral       | 95     |
| Histoire-géographie                      | 645    |
| Langue corse                             | 2      |
| Langue des signes française              | 2      |
| Langues régionales : basque              | 2      |
| Langues régionales : breton              | 3      |
| Langues régionales : catalan             | 1      |
| Langues régionales : créole              | 4      |
| Langues régionales : occitan-Langue d'oc | 3      |
| Langues vivantes étrangères : allemand   | 101    |
| Langues vivantes étrangères : anglais    | 770    |
| Langues vivantes étrangères : arabe      | 5      |
| Langues vivantes étrangères : chinois    | 4      |
| Langues vivantes étrangères : espagnol   | 273    |
| Langues vivantes étrangères : italien    | 18     |
| Langues vivantes étrangères : portugais  | 5      |
| Lettres : lettres classiques             | 60     |
| Lettres : lettres modernes               | 669    |
| Mathématiques                            | 990    |
| Numérique et sciences informatiques      | 55     |
| Philosophie                              | 145    |
| Physique-chimie                          | 376    |
| Sciences de la vie et de la Terre        | 320    |
| Sciences économiques et sociales         | 115    |

| Sections / options                     | Postes |
| -------------------------------------- | ------ |
| Arts plastiques                        | 5      |
| Éducation musicale et chant choral     | 5      |
| Langues vivantes étrangères : allemand | 15     |
| Langues vivantes étrangères : anglais  | 75     |
| Langues vivantes étrangères : espagnol | 20     |
| Lettres : lettres modernes             | 30     |
| Mathématiques                          | 140    |
| Numérique et sciences informatiques    | 15     |
| Physique-chimie                        | 15     |

| Sections / options                      | Postes |
| --------------------------------------- | ------ |
| Arts plastiques                         | 37     |
| Documentation                           | 30     |
| Education musicale et chant choral      | 33     |
| Histoire et géographie                  | 75     |
| Langues kanak option drehu              | 1      |
| Langues vivantes étrangères : allemand  | 20     |
| Langues vivantes étrangères : anglais   | 127    |
| Langues vivantes étrangères : arabe     | 2      |
| Langues vivantes étrangères : chinois   | 5      |
| Langues vivantes étrangères : espagnol  | 77     |
| Langues vivantes étrangères : italien   | 10     |
| Langues vivantes étrangères : portugais | 4      |
| Lettres : lettres classiques            | 8      |
| Lettres : lettres modernes              | 99     |
| Mathématiques                           | 225    |
| Philosophie                             | 32     |
| Physique-chimie                         | 80     |
| Sciences de la vie et de la Terre       | 65     |
| Sciences économiques et sociales        | 42     |
| Tahitien                                | 1      |

Les jurys, dans chaque section, sont souverains et décident des barres d’admissibilité et d’admission.
Les jurys sont choisis parmi les inspecteurs généraux de l'éducation, du sport et de la recherche, les inspecteurs d'académie - inspecteurs pédagogiques régionaux, les personnels de direction, les professeurs agrégés et certifiés, les conseillers principaux d’éducation et les enseignants-chercheurs. Des personnes peuvent également être choisies en raison de leurs compétences spécifiques. Pour certaines épreuves, des personnels administratifs sont choisis pour leur expérience en matière de gestion des ressources humaine.

## Année de formation et titularisation
Les candidats reçus au concours sont nommés fonctionnaires stagiaires et affectés pour la durée du stage dans une académie par le ministre chargé de l’Éducation. Le stage dure un an et alterne la mise en situation professionnelle dans un établissement scolaire et des périodes de formation au sein de l’établissement d'enseignement supérieur.
À l’issue du stage, la titularisation est prononcée par le recteur de l’académie dans le ressort de laquelle le stage est accompli, sur proposition du jury.
Le certificat d’aptitude au professorat de l’enseignement du second degré est délivré aux candidats qui ont subi avec succès les épreuves et ont accompli le stage.

## Difficultés de recrutement

### 1970-2000: besoins croissants et augmentation du nombre de postes
Le nombre de postes proposés au concours a été multiplié par 8 entre 1970 et 2006. Malgré la croissance des besoins, l'attractivité du métier permet, avec quelques mesures transitoires, de pourvoir tous les postes nécessaires au fonctionnement de l'institution.

### 2000: alertes sur la pénurie de candidats
Alors que la situation se détériorait, et que des mesures incitatives améliorant l'attractivité du métier étaient préconisées dans les rangs même du ministère de l’Éducation nationale, les choix politiques ont ajouté un peu plus de boulets pesants sur le recrutement.
Le pilotage des recrutements d'enseignants exige une vision au long terme pour coordonner les prévisions de besoins liés à la démographie, aux capacités de formation et de recrutements qui nécessitent 5 puis 6 années d'anticipation (réforme dite de « masterisation » en 2010). Les objectifs affichés de suppression de postes de fonctionnaires lors de la présidentielle 2007, et la diminution du nombre de postes créés annuellement accentuent la désaffection pour le métier et le nombre de candidats poursuit sa chute. Les candidats potentiels rechignent à s'engager dans des études longues, avec des chances de réussir aux concours qui semblent de plus en plus compromises au moment de choisir les filières universitaires adéquates.

### 2010: l'accès aux postes de titulaire devient plus difficile

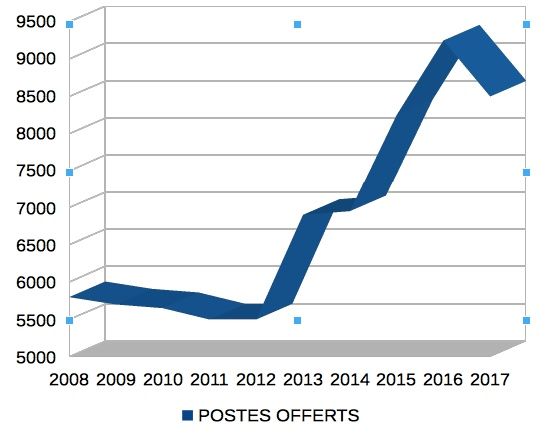
Postes offerts de 2008 à 2017.

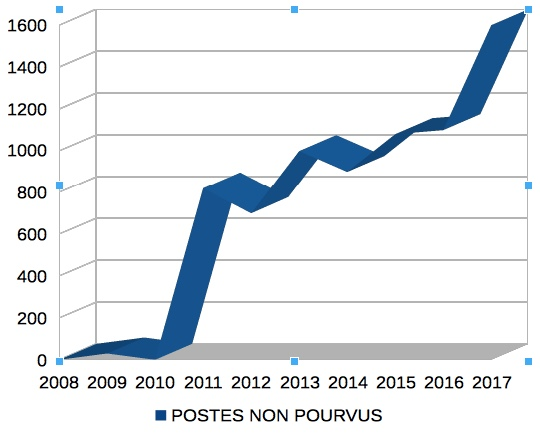
Postes non pourvus de 2008 à 2017. Ces chiffres prennent en compte le CAPES externe, le CAPES interne et le concours réservé (source : ministère de l'Éducation nationale).

Après la masterisation, le nombre de candidats aux postes de fonctionnaires des métiers enseignants a fortement régressé passant de 34 952 en 2009 à 18 000 candidats en 2010. À partir de 2010, la pénurie de candidats s'orientant dans cette voie est flagrante. À cela, s'ajoute le fait que les jurys de concours commencent de façon significative et systématique à sélectionner moins de titulaires que le nombre de postes offerts au CAPES (postes non pourvus et perdus), estimant malgré les besoins criants, que le niveau des candidats éliminés ne permet pas leur titularisation, et ce, malgré la baisse du nombre de postes mis aux concours. Ainsi, à la session de 2014, la moitié des postes du CAPES de mathématiques ne sont pas pourvus (793 admis pour 1 592 postes à pourvoir), il en va de même pour le CAPES de lettres classiques (156 admis pour 300 postes ouverts au concours).
À la session de 2015, 17 % des postes ne sont pas pourvus puis on s'approche des 20 % de postes non pourvus et perdus en 2017.

### 2017: la crise de recrutement à son paroxysme historique
Près de 20 % des postes offerts dans le secondaire n'ont pas été pourvus en juillet 2017 (1 606 non pourvus sur 8 500). Un record historique, battu quasiment chaque année depuis 2010 : 1 066 postes pourvus sur 1 440 offerts en mathématiques, 384 postes perdus, plus de 55 000 élèves supplémentaires qui ne pourront suivre un cursus de qualité normale pendant la prochaine année scolaire.[réf. nécessaire]
Le seuil empirique qui consistait à estimer qu'il fallait environ quatre fois plus de candidats présents que de postes proposés pour assurer un recrutement de qualité, ce rapport a diminué pour passer en dessous du seuil minimum dès 1997 pour les mathématiques (8 204 candidats présents pour 1 154 postes en 1997, 2 251 candidats présents pour 1 440 postes en 2016).

## Titulaires célèbres du CAPES
Parmi les professeurs certifiés et titulaires du CAPES, on peut citer :
- la Première dame : Brigitte Macron (lettres classiques) ;
- le Premier ministre : Jean-Marc Ayrault (allemand) ;
- les ministres et secrétaires d'État : Jean-Luc Mélenchon (lettres modernes), Annie Genevard (lettres classiques), Vincent Peillon (philosophie), Aurélien Rousseau (histoire-géographie), Jacqueline Gourault (histoire-géographie), Jean-Jacques Aillagon (histoire-géographie), Jacques Legendre (lettres modernes), Élisabeth Dufourcq (histoire-géographie) ;
- les députés français, députés européens, sénateurs et autres personnalités politiques : André Chassaigne (histoire-géographie), Guillaume Peltier (histoire-géographie), Ludovine de La Rochère (histoire-géographie), David Assouline (histoire-géographie), Sylviane Agacinski (philosophie), Cécile Cukierman (histoire-géographie), Brigitte Ayrault (lettres modernes), Esther Benbassa (lettres modernes), Marie-Hélène Aubert (lettres modernes), Marie-France Stirbois (anglais), Fatiha Keloua-Hachi (lettres modernes) ;
- les présidents de région et maires de grandes villes : Michaël Delafosse (histoire-géographie), Philippe Duron (histoire-géographie), Élisabeth Morin-Chartier (histoire-géographie), Yvon Robert (lettres classiques), Agnès Le Brun (lettres classiques), Michel Thiollière (anglais) ;
- les écrivains et auteurs célèbres : Guillaume Musso (sciences économiques et sociales), Patrick Deville (philosophie) ;
- les acteurs et réalisateurs : Éric Rohmer (lettres classiques) ;
- les journalistes et animateurs : Michel Field (philosophie), Jacques Capelovici, dit maître Capelo (allemand), Leïla Kaddour-Boudadi (lettres classiques), Arnaud Viviant (lettres) ;
- les historiens : Gérard Noiriel (histoire-géographie), Jean-Marc Schiappa (histoire-géographie), Michel Pinault (histoire-géographie), Barbara Cassin (histoire-géographie), Laurence De Cock (histoire-géographie), Christophe Pébarthe (histoire-géographie), Jean-Pierre Leguay (histoire-géographie) ;
- les PDG, hommes et femmes d'affaires : Mercedes Erra (lettres classiques) ;
- les sportifs : Gérard Houllier (anglais).

### Textes réglementaires
- « Décret modifié n°72-581 du 4 juillet 1972 relatif au statut particulier des professeurs certifiés. »
- Arrêté du 30 avril 1991 fixant les sections et les modalités d'organisation des concours du certificat d'aptitude au professorat de l'enseignement technique (abrogé)
- Arrêté du 7 juillet 1992 fixant les diplômes et les titres permettant de se présenter aux concours externe et interne du certificat d'aptitude au professorat de l'enseignement du second degré et au concours externe du certificat d'aptitude au professorat de l'enseignement technique (abrogé)
- Arrêté du 28 décembre 2009 fixant les sections et les modalités d’organisation des concours du certificat d’aptitude au professorat du second degré (abrogé)
- Arrêté du 31 décembre 2009 fixant les diplômes et les titres permettant de se présenter aux concours externes et internes de recrutement des personnels enseignants des premier et second degrés et des personnels d’éducation relevant du ministre chargé de l’Éducation nationale (abrogé)
- Arrêté du 19 avril 2013 fixant les modalités d'organisation des concours du certificat d'aptitude au professorat du second degré (abrogé)
- Arrêté du 9 septembre 2013 relatif aux diplômes et titres permettant de se présenter aux concours externes et internes de recrutement de personnels enseignants des premier et second degrés et de personnels d'éducation relevant du ministre chargé de l'éducation nationale
- Arrêté du 25 janvier 2021 fixant les modalités d'organisation des concours du certificat d'aptitude au professorat de l'enseignement du second degré